# Kerivoula intermedia
Kerivoula intermedia (Hill & Francis, 1984) è un pipistrello della famiglia dei Vespertilionidi diffuso nell'Ecozona orientale.

## Descrizione

### Dimensioni
Pipistrello di piccole dimensioni, con la lunghezza dell'avambraccio tra 26,5 e 31 mm, la lunghezza della coda tra 37 e 41 mm, la lunghezza delle orecchie tra 9 e 11,5 mm e un peso fino a 4,2 g.

### Aspetto
La pelliccia è lunga, lanosa e si estende dorsalmente con dei peli bruno-dorati sugli avambracci e le zampe. Le parti dorsali sono bruno-arancioni con la base dei peli più scura, mentre le parti ventrali sono più chiare. Il muso è lungo ed appuntito. Le orecchie sono piccole, ben separate, a forma d'imbuto e con una leggera concavità sul bordo posteriore appena sotto la punta smussata. Il trago è lungo, affusolato e con una proiezione alla base posteriore. Le ali attaccate posteriormente alla base delle dita dei piedi. La lunga coda è completamente inclusa nell'ampio uropatagio. Il calcar è molto lungo.

### Ecolocazione
Emette ultrasuoni ad alto ciclo di lavoro sotto forma di impulsi di breve durata a frequenza modulata iniziale di 132-184,8 kHz, finale di 67,2-96,8 kHz e massima energia a 83,2-137,6 kHz

## Biologia

### Alimentazione
Si nutre di insetti.

## Distribuzione e habitat
Questa specie è diffusa nella Penisola malese e nel Borneo.
Vive nelle foreste primarie e nelle foreste torbiere.

## Conservazione
La IUCN Red List, considerato che la popolazione è probabilmente soggetta ad un declino pari al 30% a causa della deforestazione, sebbene sia ancora ragionevolmente diffusa, classifica K.intermedia come specie prossima alla minaccia di estinzione (Near Threatened).